# Mait Vaik
Mait Vaik (22 de agosto de 1969 em Tallinn, Estônia) é um músico e compositor estoniano. Ele foi baixista da banda Vennaskond de 1989 até 1995. E desde 2002, Mait é o principal compositor do grupo Sõpruse Puiestee.